# Straßenbahn Verviers
Die Straßenbahn Verviers in der ostbelgischen Stadt Verviers wurde von 1884 bis 1969 betrieben. Das in Meterspur ausgeführte Netz wurde als Pferdebahn eröffnet; im Jahr 1900 wurde der elektrische Betrieb aufgenommen. Das ausschließlich mit zweiachsigen Triebwagen betriebene Netz war zwischen 1932 und 1944 über die Überlandstrecke der SNCV nach Eupen mit dem Netz der Straßenbahn Aachen verbunden. Eine weitere Überlandstrecke der SNCV führte von Verviers nach Spa.

## Geschichte
Verviers hatte sich im 19. Jahrhundert zu einem bedeutenden Standort der Textilindustrie entwickelt, auch die Nachbargemeinden im Tal der Vesdre wuchsen im Zuge der Industrialisierung. Die Bahnstrecke Lüttich–Aachen bediente zwar seit 1843 Verviers, für das zunehmende lokale Verkehrsbedürfnis reichte sie jedoch nicht aus. 1881 stellte ein Konsortium den Antrag zum Bau einer Pferdebahn, die Verviers mit seinen Nachbargemeinden Dison, Lambermont und Ensival verbinden sollte. Der belgische Innenminister erteilte schließlich am 26. April 1883 die entsprechende Genehmigung, König Leopold II. ratifizierte den Beschluss am 11. September des gleichen Jahres. Daraufhin gründete sich die Société Anonyme des Tranways Verviétois (SATV) und begann mit dem Bau der ersten beiden Strecken zwischen Verviers und Dison sowie Verviers-Ost (Renoupré) und Ensival. Auf beiden Strecken begann am 1. Juli 1884 der Betrieb. Insgesamt 104 Pferde standen dafür zur Verfügung, das Depot für die Pferde und die zunächst 36 beschafften Wagen wurde etwas außerhalb in Renoupré eingerichtet.
Der Pferdebahnbetrieb bewährte sich, weitere Strecken kamen jedoch zunächst nicht dazu. Erst 1898 erhielt das Unternehmen die Genehmigung für zwei neue Strecken, im gleichen Jahr fiel jedoch auch der Beschluss zur Elektrifizierung, die Streckenneubauten wurde daher zunächst zurückgestellt. Entsprechend der dafür am 9. Februar 1898 erteilten Genehmigung wurden die beiden bisherigen Pferdebahnstrecken durch die AEG und die Société Générale Belges d’ Entreprises Electriques de Bruxelles (ELECTROBEL) elektrifiziert. Gleichzeitig baute die Gesellschaft auch zwei neue Strecken in den südlichen Vorort Heusy. 1903 folgte eine Verlängerung der Strecke nach Dison bis Petit-Rechain. 1905 schloss die SATV einen Vertrag über den weiteren Ausbau mit der Stadt Verviers. Die Stadt übernahm den Bau neuer Strecken und beschaffte die Fahrzeuge, die SATV führte den Betrieb und war zum Unterhalt von Netz und Fahrzeugen verpflichtet. Dieser Vertrag blieb bis zum Ende der Vervierser Straßenbahn in Kraft. Bis 1911 folgten weitere Streckenausbauten, so nach Stembert, in der Rue Mangombroux bis Ma Campagne, zur Rue de l’Epargne und als Verlängerung von Ensival bis Pepinster. Ab 1912 übernahm die SATV zudem als Pächter von der SNCV den Betrieb der vom übrigen SNCV-Netz isoliert liegenden Strecke nach Spa, die in Heusy an das Netz der Straßenbahn Verviers anschloss und seit Mai 1911 durchgehend elektrisch befahrbar war. Im gleichen Jahr nahm die Straßenbahn in Pepinster ein zweites Depot in Betrieb.
Die deutsche Besetzung während des Ersten Weltkriegs beeinträchtigte den Betrieb erheblich. Auf Anordnung der Besatzer musste die Strecke nach Ma Campagne eingestellt werden, die Strecke zur Rue de l’Epargne in Verviers Est wurde ebenfalls eingestellt. Letztere blieb dauerhaft außer Betrieb, während die Strecke zur Rue Ma Campagne ab 1928 wieder befahren und bis Mangombroux verlängert wurde. 1920 übernahm zudem die SNCV den Betrieb der Strecke nach Spa wieder in Eigenregie, was jedoch zunächst einen Umstieg in Heusy erforderte, da die SATV einer Durchführung der SNCV-Kurse bis in die Innenstadt widersprochen hatte. Erst ab 1930 verständigten sich beide Betriebe wieder auf eine Durchbindung bis zum in diesem Jahr eingeweihten neuen Bahnhof Verviers-Central. 1932 folgte die Inbetriebnahme einer neuen SNCV-Strecke von Verviers nach Eupen, die in Renoupré an das Stadtnetz anschloss. Für die SNCV-Züge wurde in der Innenstadt an der Place Verte eine Endstelle eingerichtet. Nach dem Krieg setzte die Straßenbahn den Ausbau ihres Netzes fort, so dass 1933 alle Innenstadtstrecken zweigleisig befahren werden konnten. Im gleichen Jahr gingen mit den Strecken nach Andrimont und zur Rue des Déportés die letzten Neubaustrecken in Betrieb. Bis zum Beginn des Zweiten Weltkriegs folgten lediglich noch einzelne Verlegungen und zweigleisige Ausbauten.
Nach dem Krieg, den die Straßenbahn ohne größere Schäden überstanden hatte, begann zunächst die SNCV mit der Einstellung ihrer Strecken. 1952 legte sie die Strecke nach Spa still, gefolgt von der Strecke nach Eupen, der letzten Strecke des Verviers-Eupener SNCV-Netzes, im Jahr 1956. Zwei Jahre später stellte die SATV 1958 die Linie 5 (Andrimont – Gare Centrale – Mangombroux), die außerhalb des Stadtzentrums teilweise eingleisig in Seitenlage trassiert war, auf Autobusbetrieb um. Der Abschnitt Ensival – Pepinster der Linie 1 folgte 1962. Die Linien 2 und 4 stellte die STIV, die 1961 den 1927 verlängerten Vertrag der SATV übernommen hatte, im Januar 1964 ein. 1968 folgte eine weitere Verkürzung der Linie 1 bis zur Rue Houget, wo zwischen Bus und Straßenbahn umgestiegen werden musste. Die verbliebenen Linien 1, 3 und 6 stellte die STIV schließlich zum Jahresende 1969 auf Busbetrieb um. In den Folgejahren wurden die Schienen aus den Straßen entfernt oder überteert. Heute sind lediglich an einigen Häusern Oberleitungsrosetten erhalten geblieben.

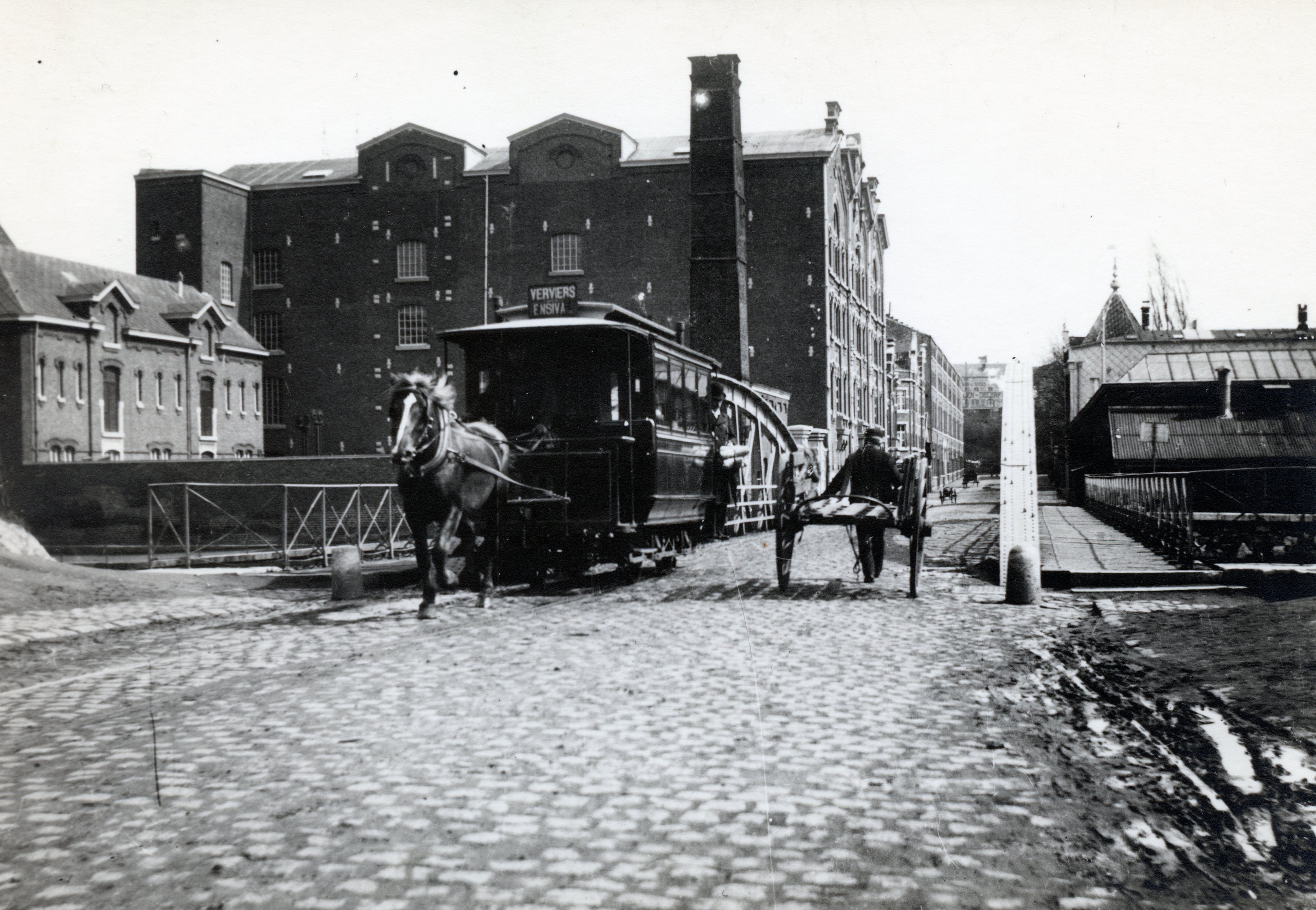
Pferdebahnwagen auf der ersten Linie in Ensival
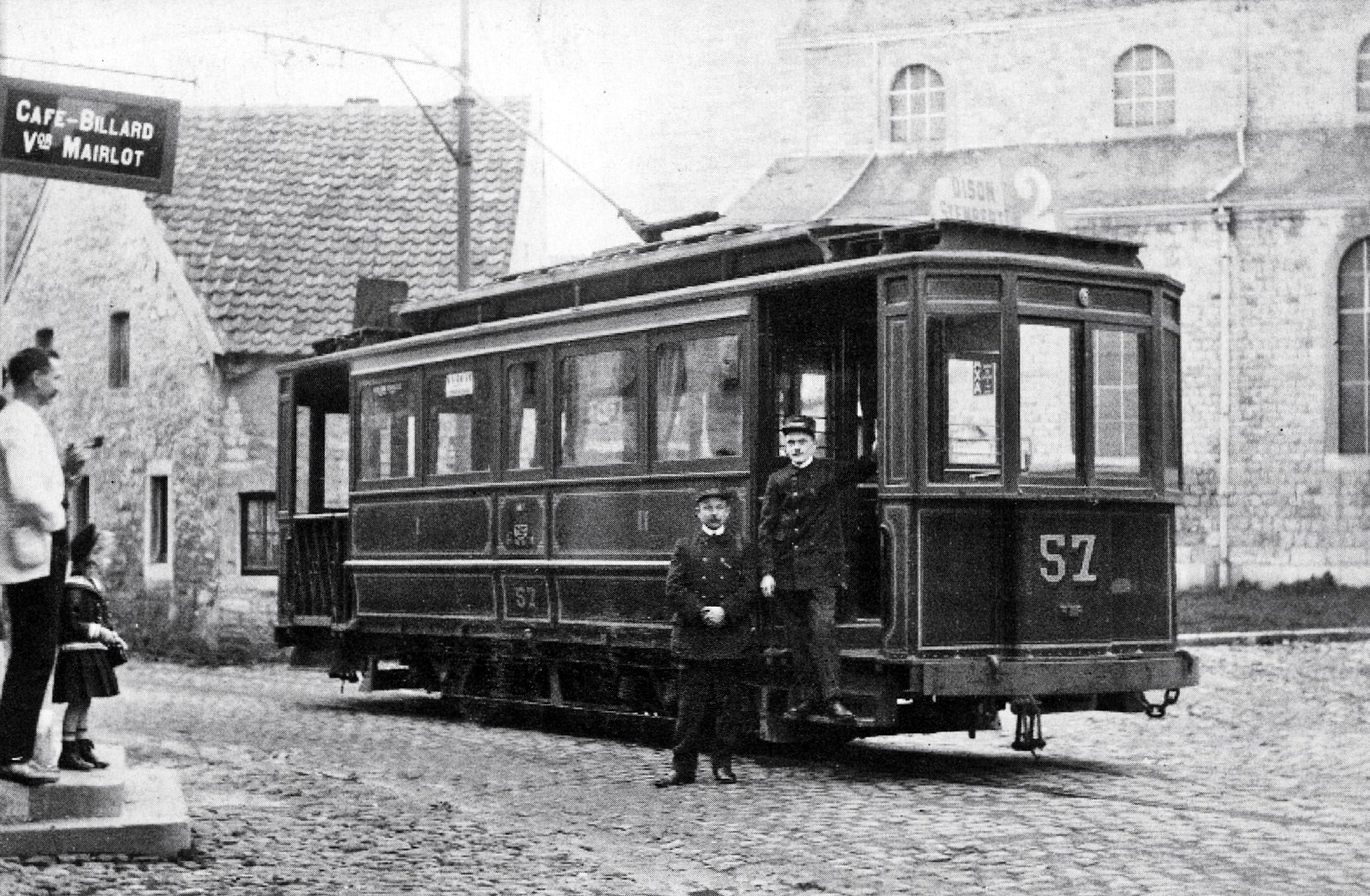
Wagen 57 um 1912 an der Endstelle der Linie 2 in Stembert, Église
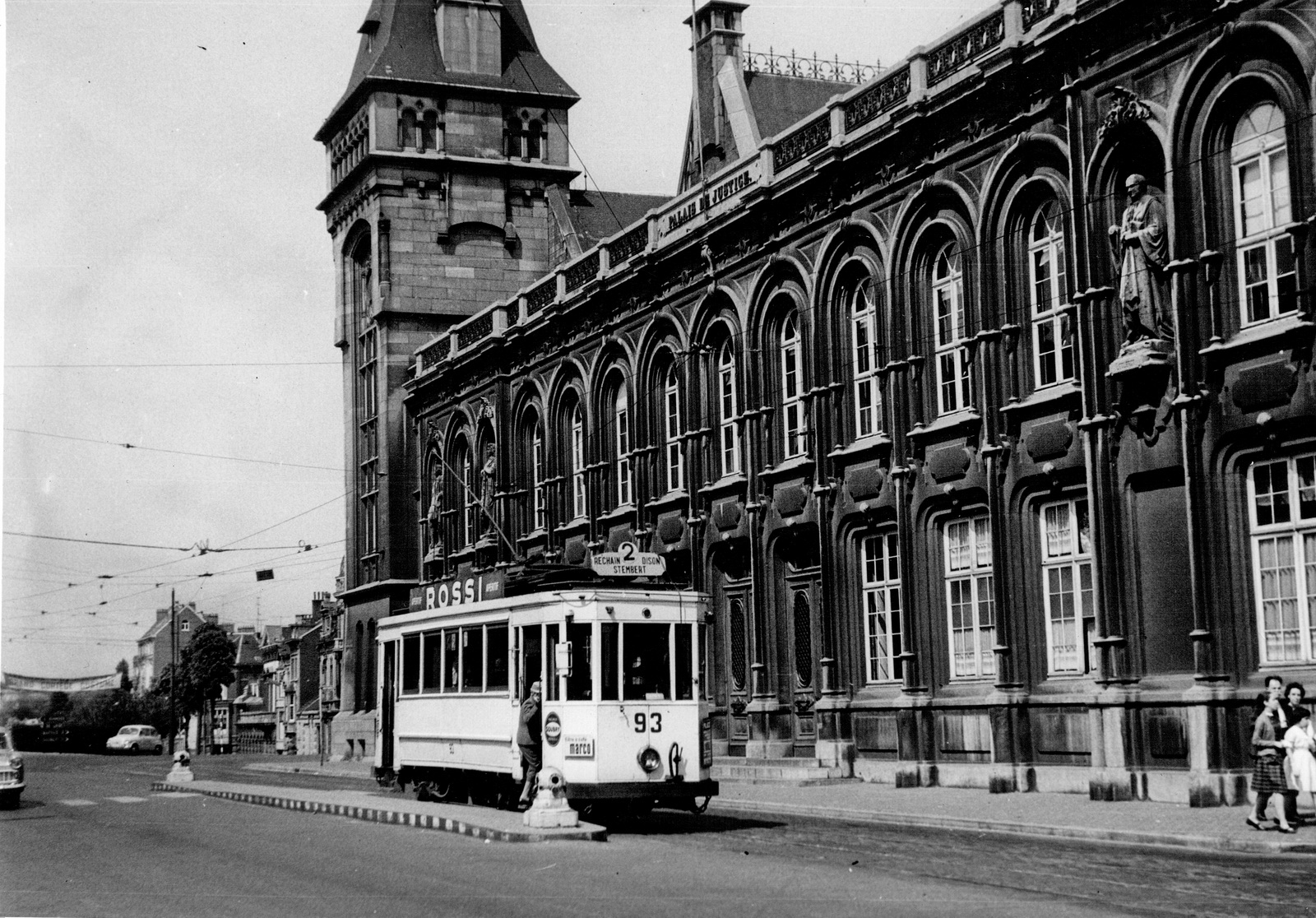
Wagen 93 im Jahr 1962 auf Linie 2 am Palais de Justice
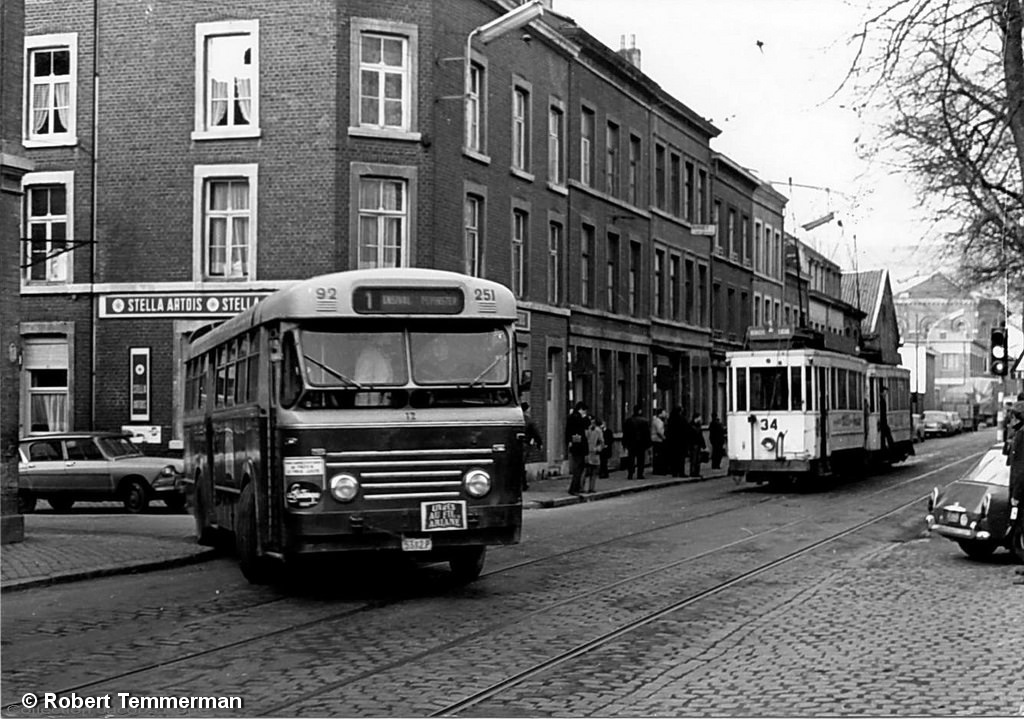
Umstieg zwischen Bus und Straßenbahn an der Rue Houget im Jahr 1968

## Liniennetz
In den ersten Jahrzehnten besaß die Straßenbahn Verviers keine Liniennummern. Eingeführt wurden Liniennummern infolge des Vertrags mit der Stadt um 1905. 1912 bestand das Netz aus folgenden Linien:
- 1 Pont de Renoupré – Place Verte – Harmonie – Ensival – Pepinster
- 2 Dison – Harmonie – Rue du Palais – Stembert
- 3 Ma Campagne – Rue du Palais – Harmonie – Dison – Petit-Rechain
- 4 Gare Ouest – Harmonie – Place Verte – Congrès – Heusy
- 5 Congrès (heute Place Vieuxtemps) – Place de l’Yser – Place Verte – Verviers Est (Rue de l’Epargne)

Mit den letzten Neubaustrecken wurde das Netz 1933 auf sechs Linien erweitert, die im Jahr 1950 folgende Linienführung hatten:
- 1 Pont de Renoupré – Place Verte – Harmonie – Ensival – Pepinster
- 2 Petit-Rechain – Dison – Harmonie – Gare Centrale – Rue du Palais – Stembert
- 3 Place Vieuxtemps – Place de l’Yser – Gare Centrale – Place Verte – Place Vieuxtemps – Heusy (Ringlinie)
- 4 Dison – Harmonie – Gare Centrale (nur HVZ)
- 5 Andrimont – Harmonie – Gare Centrale – Rue du Palais – Ma Campagne – Mangombroux
- 6 Rue des Déportés – Place de l’Yser – Gare Centrale – Place Verte – Heusy

Die Linien 1 und 5 verkehrten 1950 im Tagesverkehr alle 12 Minuten, wobei die Linie 1/ (gestrichene Linie) zwischen Renoupré und Ensival auf einen 6-Minuten-Takt verdichtete. Die Linien 2 und 4 wurden alle acht Minuten bedient, wobei die Linie 2 in der Hauptverkehrszeit zwischen Dison und Stembert, Rue de Tombeux, mit der Linie 2/ auf einen 4-Minuten-Takt verdichtet wurde. Die Linien 3 und 6 wurden alle 20 Minuten bedient.

Netz der Pferdebahn im Jahr 1884
Netz der Straßenbahn im Jahr 1912

## Fahrzeuge
Den 1884 bei den Ateliers Métallurgiques de Nivelles beschafften 36 Pferdebahnwagen, die in geschlossener Bauart ausgeführt waren, folgten zwei Jahre später noch sechs offene Sommerwagen. Dieser Bestand blieb bis zur Elektrifizierung unverändert. Ein Teil der Wagen diente anschließend noch als Beiwagen.
Für den elektrischen Betrieb beschaffte die SATV wiederum bei Nivelles ab 1899 zunächst 26 Triebwagen mit kurzen Achständen von 1,80 m, die die Nummern 60 bis 85 erhielten. Zunächst mit offenen Plattformen ausgeführt, erhielten die Fahrzeuge ab 1909 Vorbauten mit Fenstern, die das Personal vor dem Wetter schützten. Die Triebwagen wurden mit Rollenstromabnehmern ausgerüstet; bis zur Stilllegung 1969 blieb es bei dieser Ausführung. Lediglich für die Führung der SNCV-Linie von Eupen, deren Triebwagen Scherenstromabnehmer erhielten, wurde die Oberleitung 1932 auf dem Abschnitt von Renoupré bis Place Verte für beide Stromabnehmertypen umgebaut. 1907 lieferte die in Mechelen ansässige Firma Usines Ragheno acht Beiwagen, von Nivelles kamen ebenfalls acht Triebwagen, 1908 folgten vier weitere Triebwagen. Die Beiwagen waren offen und mit kurzen Achsstand versehen, sie erhielten die Nummern 47 – 54. 1941 wurden sie in geschlossene Beiwagen umgebaut, jedoch Anfang der 50er Jahre ausgemustert. Die 12 gelieferten Triebwagen erhielten einen größeren Achsstand von 3,0 m, von vorneherein geschlossene Plattformen und als Besonderheit ein Abteil 1. Klasse. Drei den Nivelles-Wagen ähnelnde Triebwagen mit den Nummern 57 bis 59 lieferte 1912 der Fahrzeughersteller Godarville, der ab 1939 zur Société Franco-Belge gehörte. Die elektrische Ausrüstung aller Triebwagen, mit Ausnahme der ersten Serie, die von AEG ausgerüstet wurde, kam von den Ateliers de Constructions Électriques de Charleroi (ACEC).
Mit den Ende der 1920er Jahre geplanten Netzerweiterungen wuchs der Fahrzeugbedarf. 1928 lieferten die Ateliers Germain acht Beiwagen und sechs Triebwagen. Die Beiwagen erhielten die Nummern 39 bis 46, die Triebwagen die Nummern 33 bis 38. Als letzte Neubeschaffung kamen 1937 zehn Triebwagen der in Enghien ansässigen Société métallurgique Saint Éloi. Die mit den Nummern 76 bis 85 eingeordneten Triebwagen erhielten kurz nach ihrer Beschaffung größere Plattformen, die von einem Unternehmen in Petit-Rechain hergestellt wurden. Mit der Neubeschaffung konnten die ersten Fahrzeuge der ersten Serie aus dem Jahr 1900 ausgemustert werden, 12 Stück wurden 1937 verkauft. Zu Beginn des Zweiten Weltkriegs besaß die Straßenbahn Verviers damit 45 Triebwagen und 16 Beiwagen. Dieser Bestand blieb bis zu den ersten Einstellungen Ende der 1950er Jahre unverändert. 1962 war der Bestand auf 36 Triebwagen gesunken, die Beiwagen waren mit einer Ausnahme bereits komplett abgestellt worden. 1968 waren noch 20 Triebwagen auf den verbliebenen drei Linien im Einsatz.
Mehrere Triebwagen der Straßenbahn Verviers sind erhalten geblieben, teilweise jedoch nicht vollständig und in schlechtem Zustand. So dienen zwei Wagenkästen seit 1970 im Schwimmbad von Ensival als Umkleidekabinen, jedoch inzwischen mit erheblichen Vandalismusschäden. Im Musée des Transports en commun du Pays de Liège stehen der Triebwagen 57 mit Beiwagen 44 sowie der Triebwagen 72. Zwei weitere Triebwagen mit den Nummern 37 (Baujahr 1928, Ateliers Germain) und 82 (Baujahr 1937, Enghien) sind in Aufarbeitung für die Musées de Verviers, wo sie in einer alten Textilfabrik ausgestellt werden sollen.

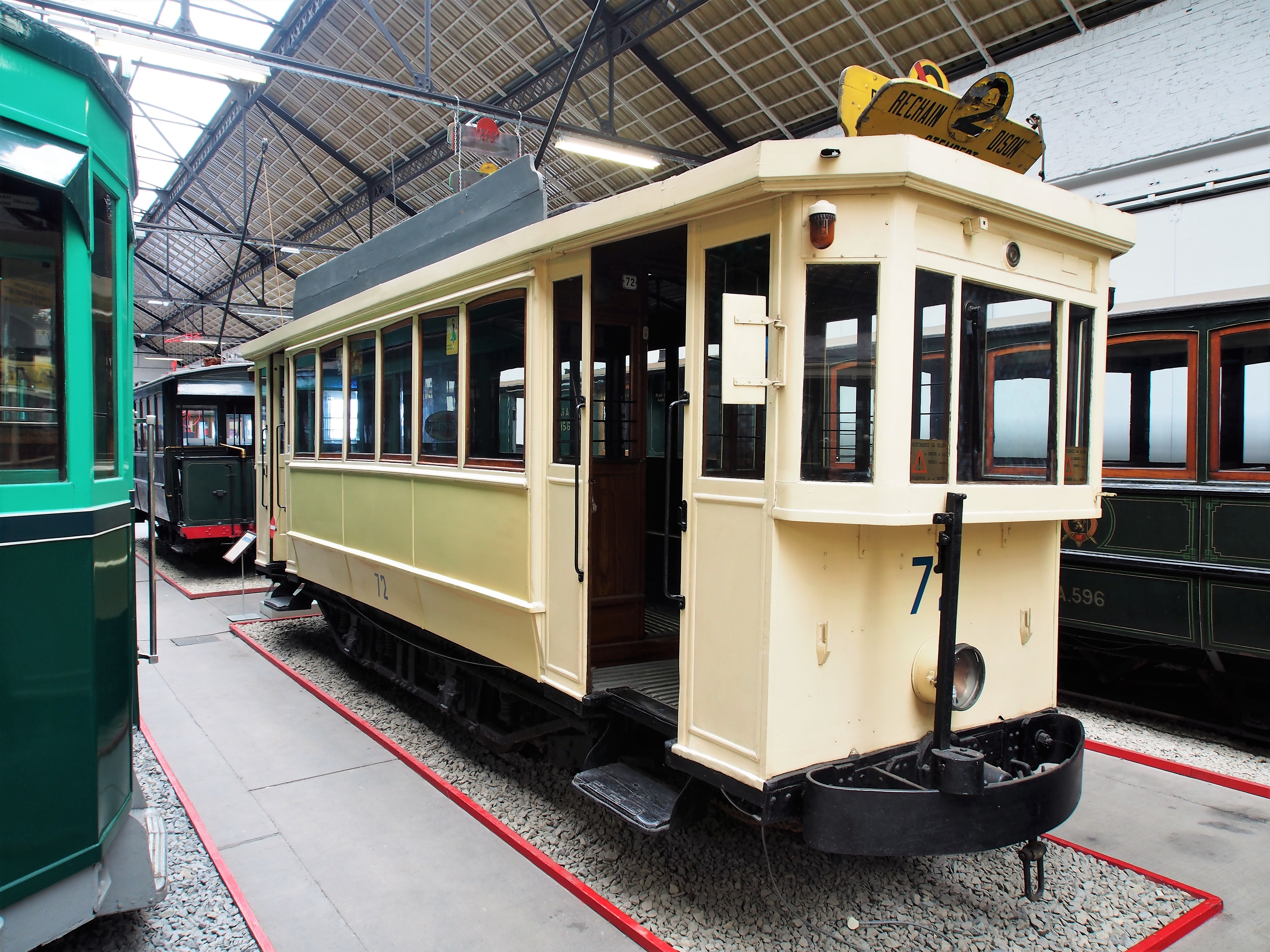
Triebwagen 72 (Baujahr 1900, Nivelles)
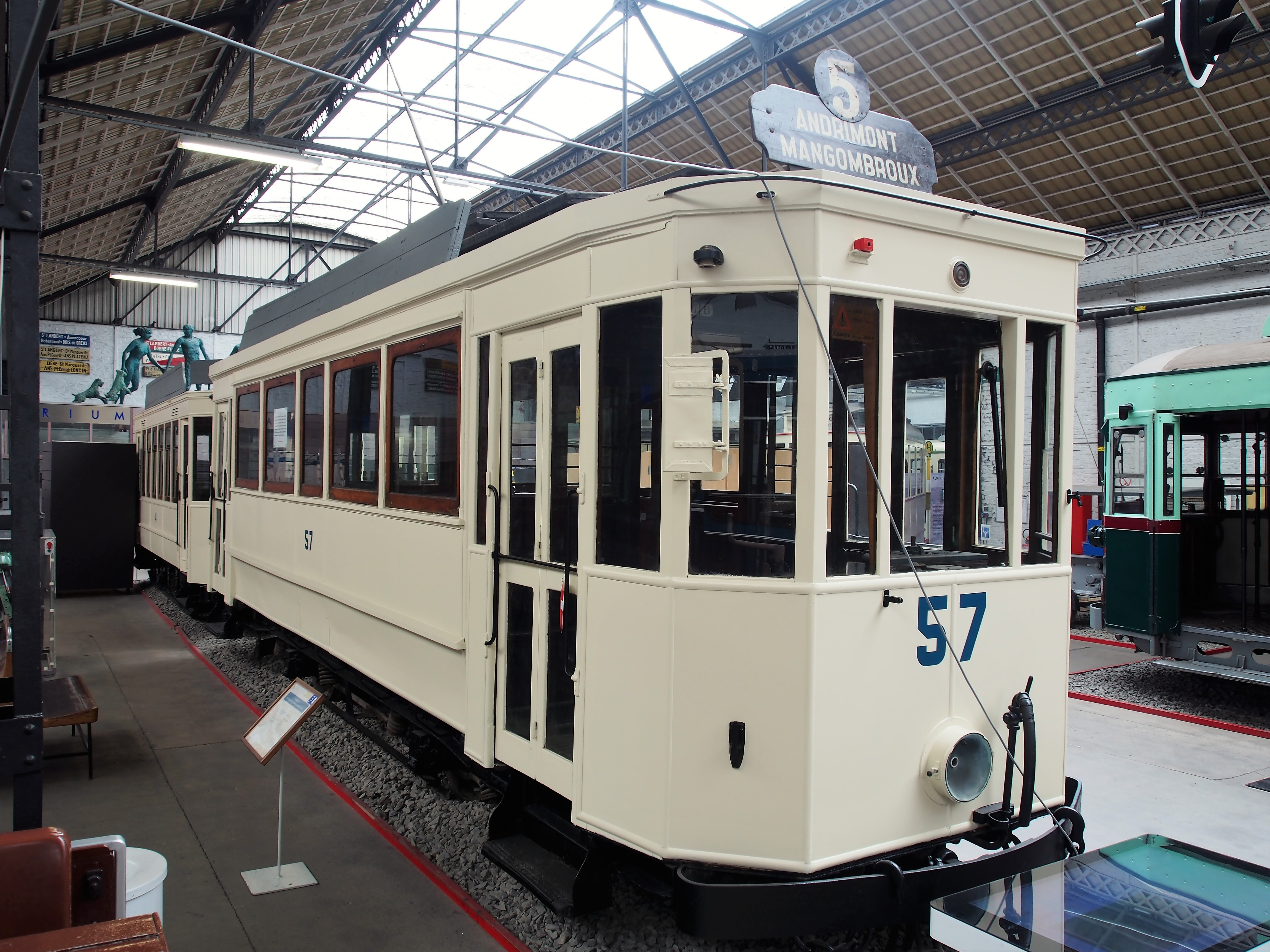
Triebwagen 57 (Baujahr 1912, Godarville)
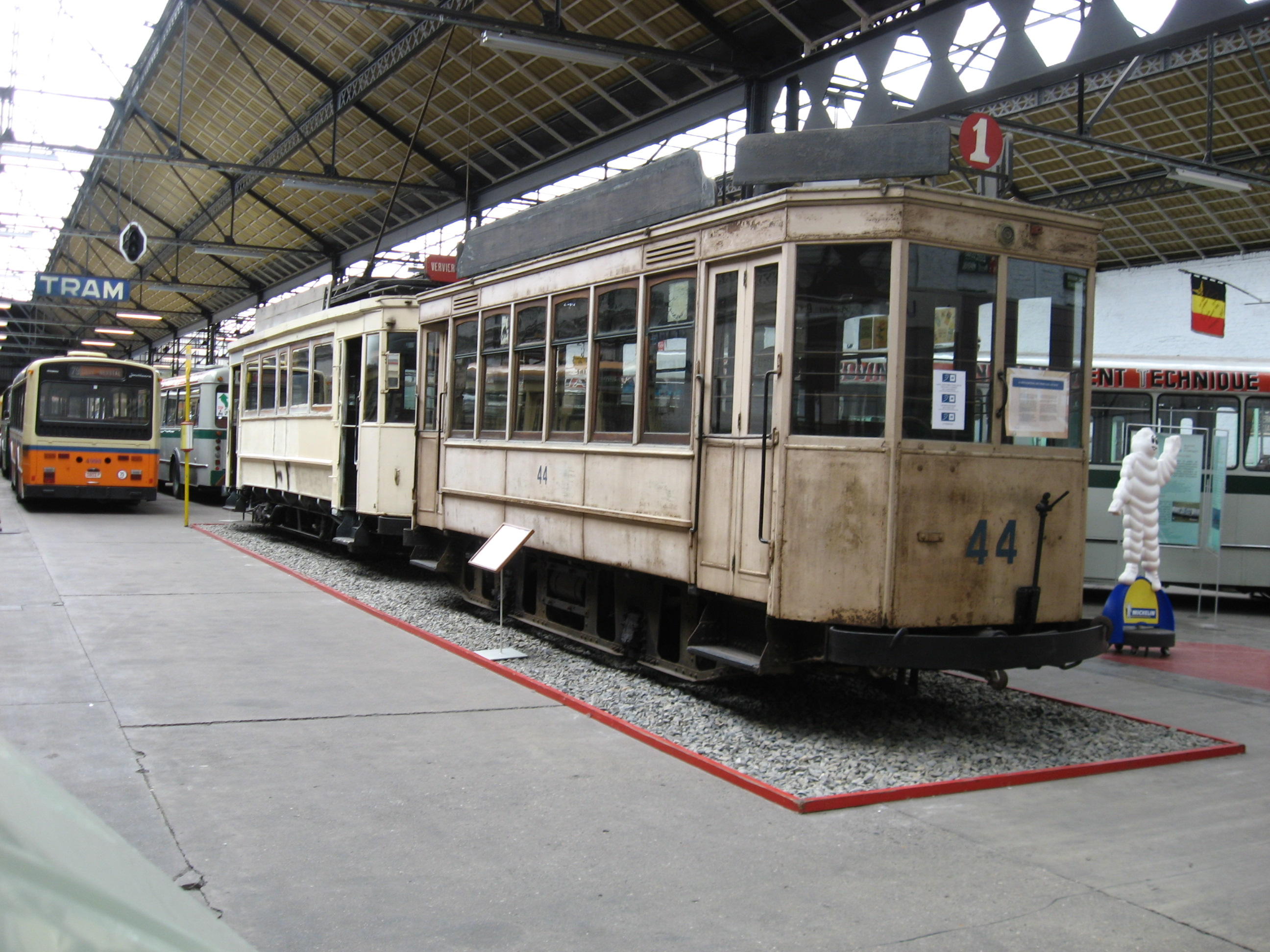
Beiwagen 44 (Baujahr 1928, Ateliers Germain)